# Massif du Plantaurel
Le massif du Plantaurel (en occitan Massís de Plantaurel) est un massif des Pyrénées  et une région naturelle française, marquée par un relief de plis calcaires entaillés par des cluses, comprise presque exclusivement dans le département de l'Ariège, en région Occitanie. Le Plantaurel s'étend tout en longueur du département de l'Ariège, parallèlement à la haute ligne de crête des Pyrénées. Il culmine à 1 011 m, au pic de l'Aspre, sur la commune de Soula, mais son altitude moyenne est comprise entre 400 et 800 m.
S'étendant sur plus de 65 km pour une surface de 59 044 ha[réf. nécessaire], le massif donne lieu à différentes conditions bioclimatiques variant du climat subcontinental à tendance méditerranéenne, au climat subocéanique ou montagnard. Il donne naissance à deux cours d'eau : le Crieu, et la Lèze ; il est traversé par l'Ariège, le Douctouyre, le Touyre, l'Hers et l'Arize, qui prennent naissance dans la chaîne des Pyrénées.
Depuis 2009, la partie occidentale du massif du Plantaurel fait partie du parc naturel régional des Pyrénées ariégeoises.

## Toponymie
Le Plantaurel, parfois dénommé dans sa partie occidentale Petites Pyrénées, est un ensemble de chaînons parallèles à la chaîne des Pyrénées. Plantaurel vient de la contraction plà, nom masculin désignant une plaine ou un plateau, et de taurel, nom féminin qui désigne une colline. Il s'agit d'un toponyme pléonastique.

## Géographie

### Localisation
Le massif forme une barrière naturelle par sa ligne de faîte au sein du département de l'Ariège, qui constitue la première élévation notoire du massif pyrénéen en venant du nord.
Sectionné de façon assez nette en son milieu par la vallée de l'Ariège, approximativement à l'emplacement de la ville de Foix, il est délimité :
- au sud par le massif de l'Arize (sud-ouest) et le massif de Tabe (sud-est) dont il est séparé par la petite vallée de Lesponne ;
- au nord par l'ensemble collinéen détritique des Terreforts, qui domine lui-même la plaine d'Ariège et la vallée de l'Hers-Vif, et se prolonge sur le Volvestre, le Terrefort ariégeois à proprement parler (nord-ouest) et le Lauragais, la Piège et le Razès (nord-est) ;
- à l'ouest par la vallée du Volp, qui l'isole du petit massif des Petites Pyrénées, du Volvestre et du Couserans plus au sud ;
- à l'est par la plaine perchée de Puivert et la vallée du Blau, dans le département de l'Aude.

### Topographie
Le massif du Plantaurel fait partie du piémont pyrénéen français (il a son pendant côté Espagne au sud). Ses sommets ne dépassent quasiment pas les 1 000 m d'altitude. Il s'étend tout en longueur, parallèlement à la ligne de crête des Pyrénées, séparant ainsi naturellement le nord du département à la zone de moyenne montagne. Il culmine à son plus haut niveau à 1 011 m d'altitude, au pic de l'Aspre.
Le massif, de type jurassien, est coupé en plusieurs endroits par des cours d'eau formant un modelé en cluse. D'ouest en est se succèdent ainsi les cluses de l'Arize, de l'Ariège, du Douctouyre, et enfin les deux doubles cluses du pays d'Olmes que sont la cluse du Touyre (qui coupe deux fois le massif entre Lavelanet et Laroque-d'Olmes) et celle de l'Hers (entre L'Aiguillon et La Bastide-sur-l'Hers). Versant sud, il se présente sous la forme d'une falaise escarpée, ce qui en fait un terrain de jeu propice aux grimpeurs. L'inclinaison du versant nord est plus douce. Un découpage du massif peut-être réalisé en cinq parties selon les zones naturelles d'intérêt écologique, faunistique et floristique :  « Plantaurel oriental », « Plantaurel entre Foix et Lavelanet », « Plantaurel entre Le Mas-d'Azil et l'Ariège », « Plantaurel Vallon du Nascouil et monts de la Bouiche », et « Plantaurel occidental »,.

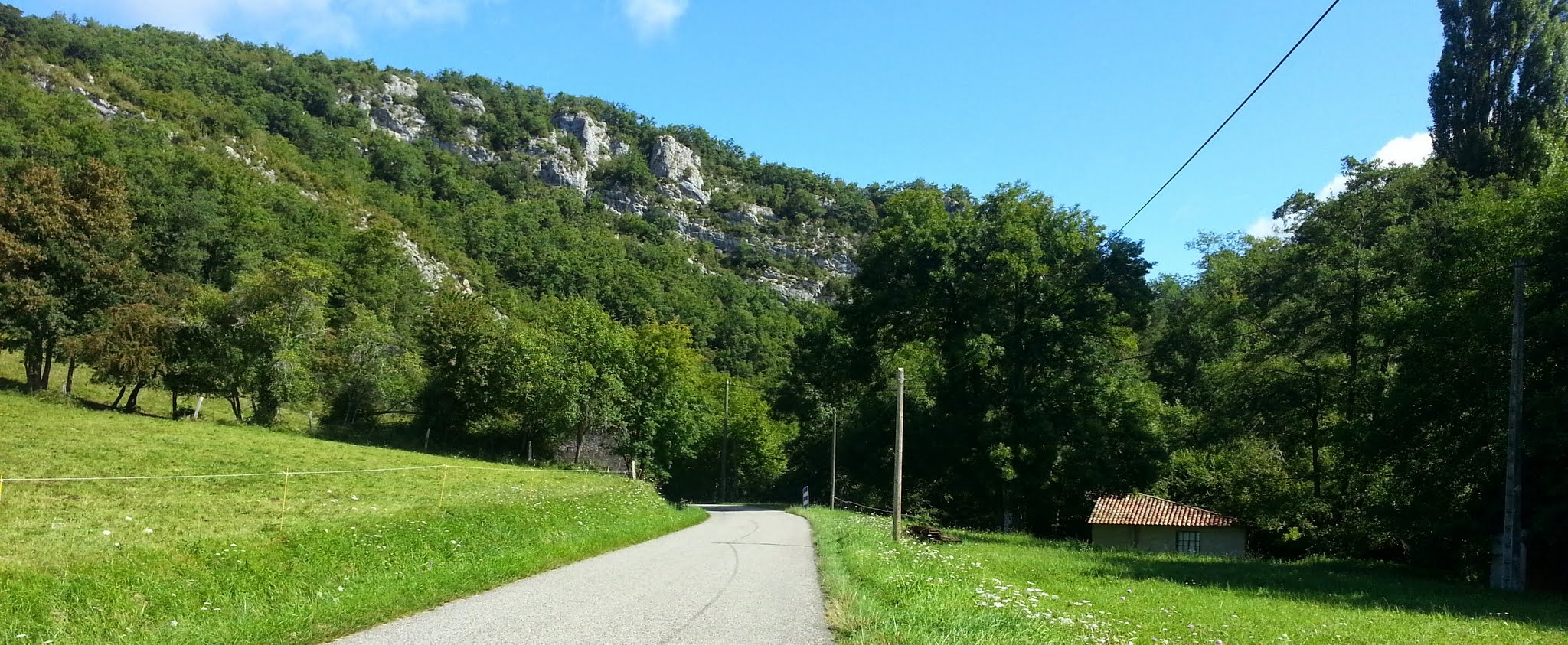
La cluse de la Lèze au pas del Roc.
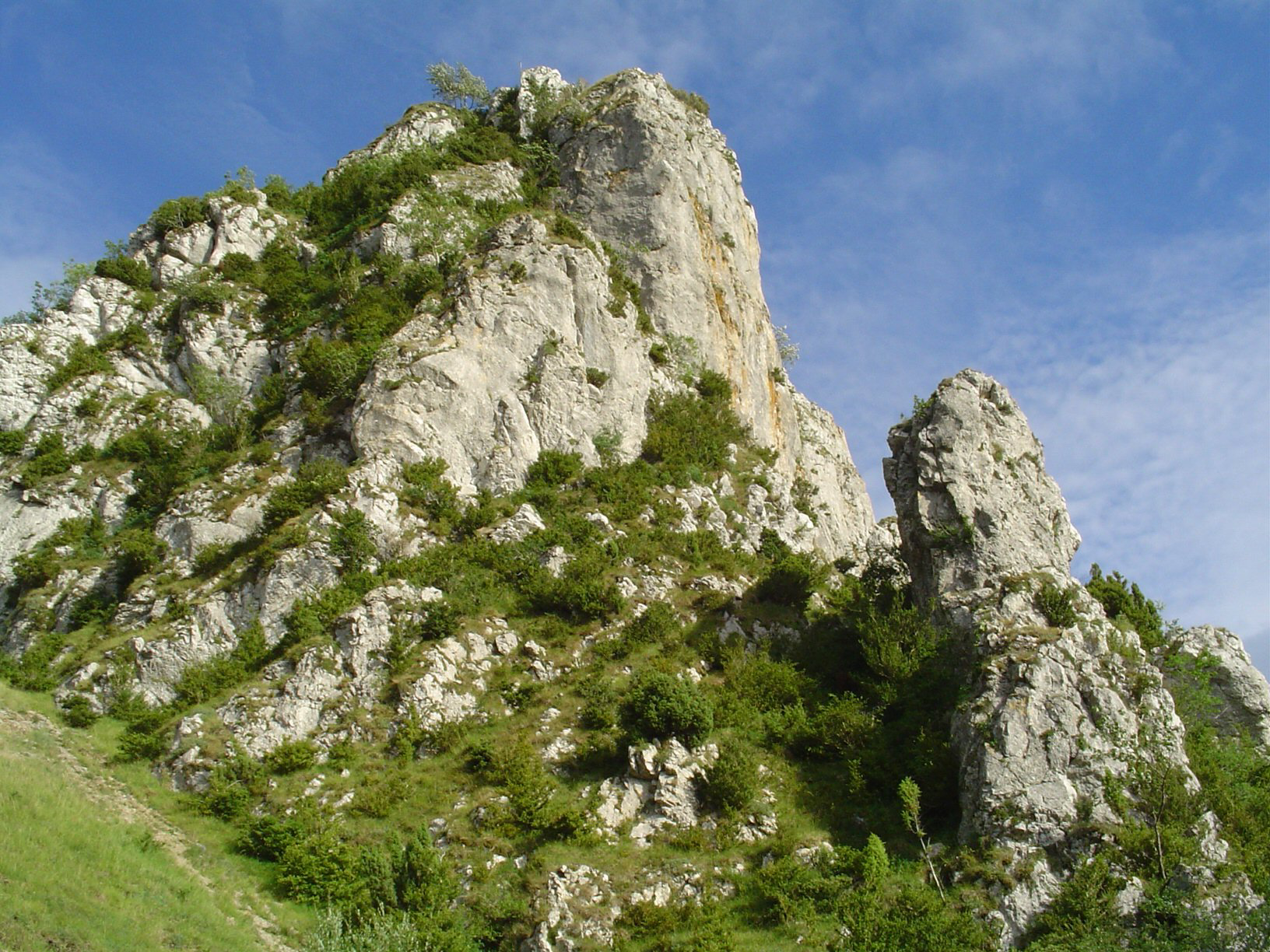
Relief calcaire à Roquefixade.
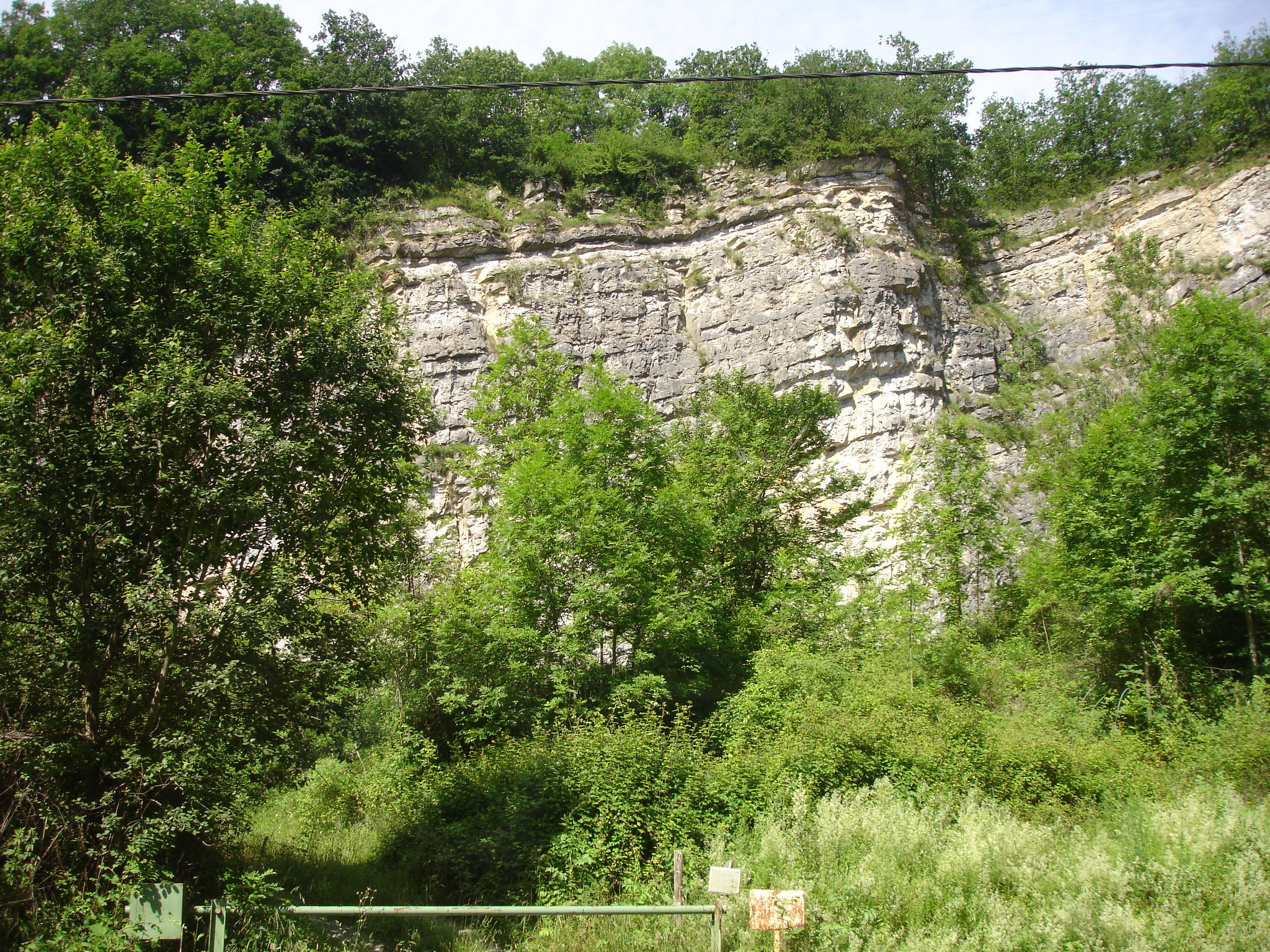
Plissements de l'anticlinal de Lavelanet.
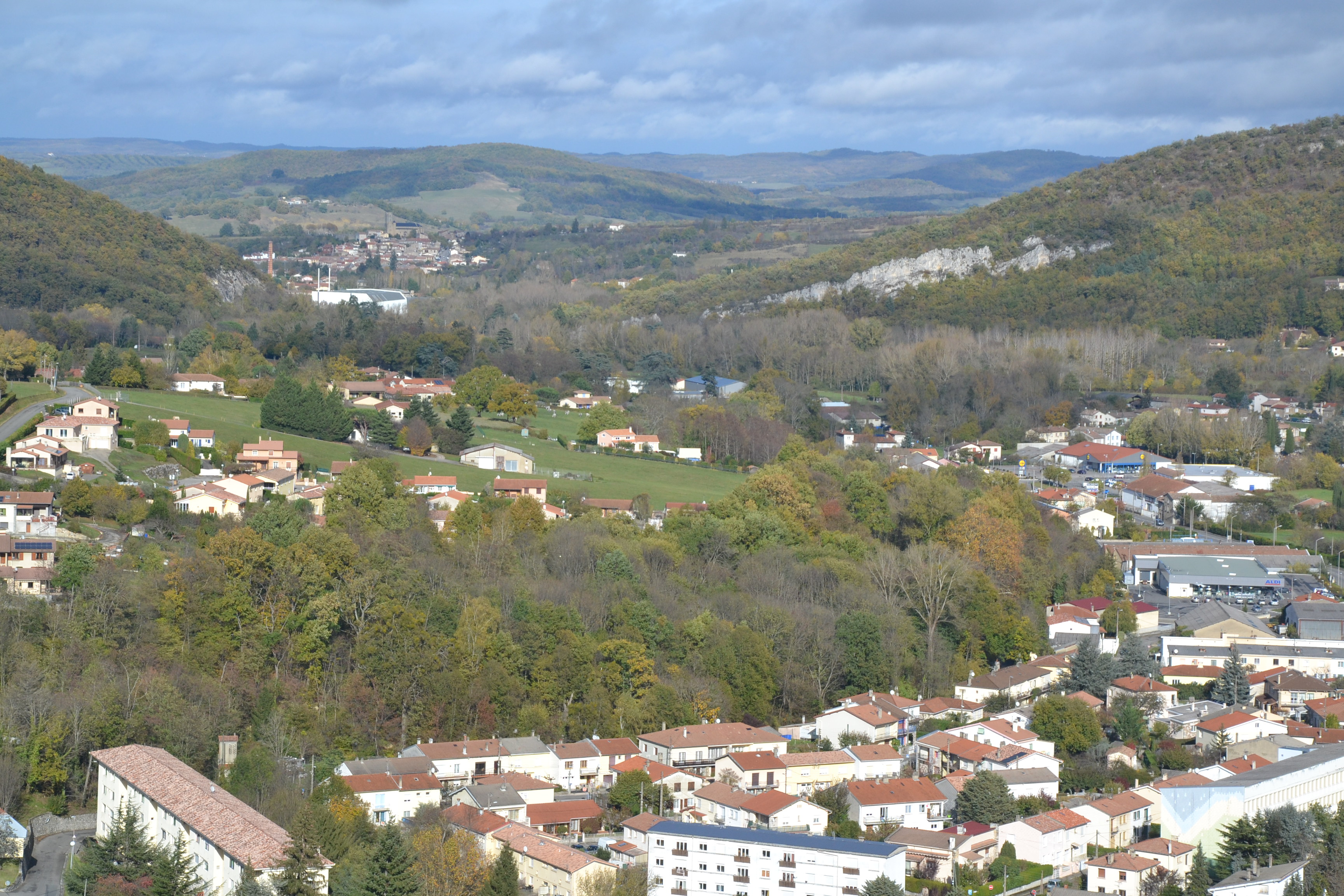
Une cluse du Touyre.
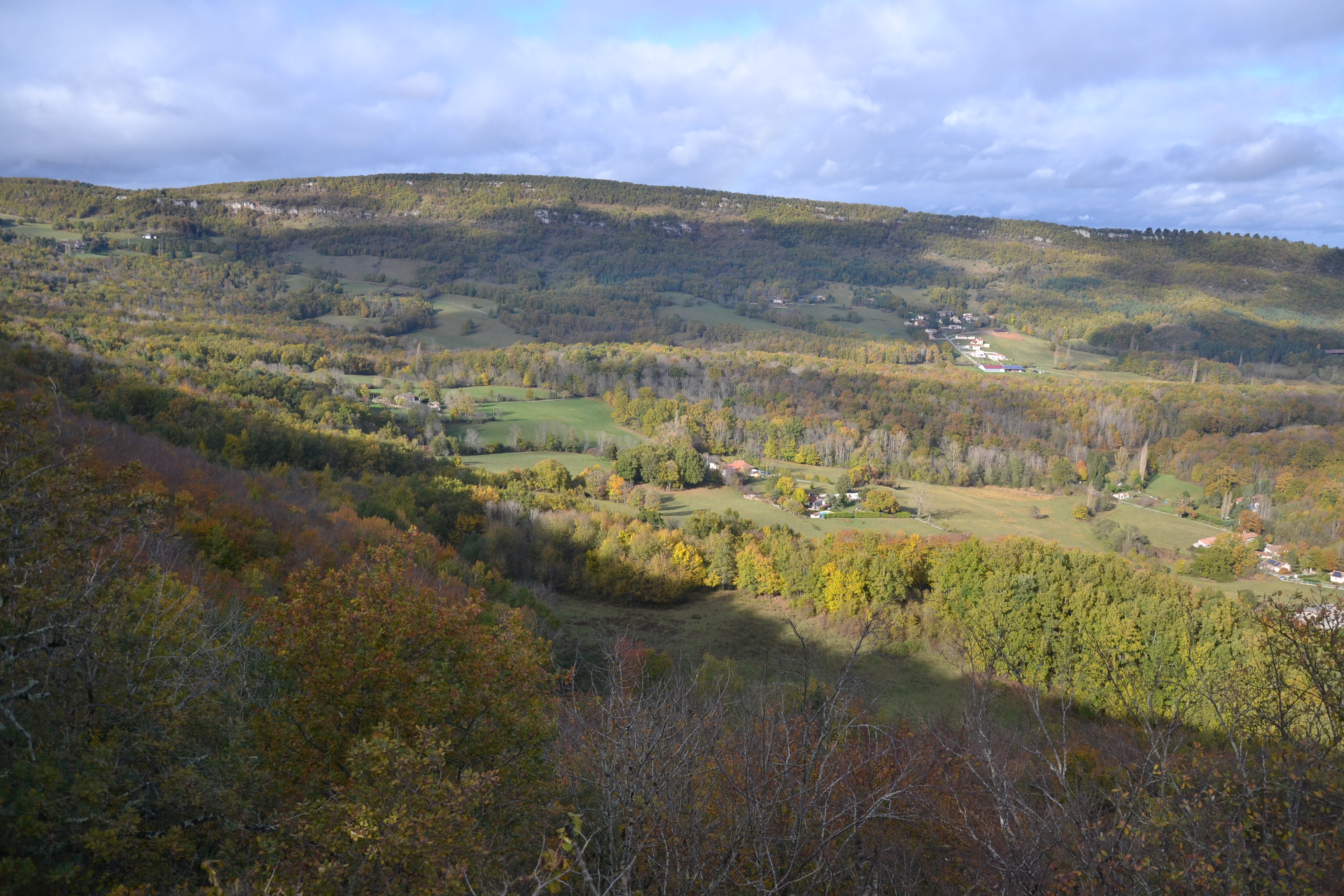
La combe de Dreuilhe.
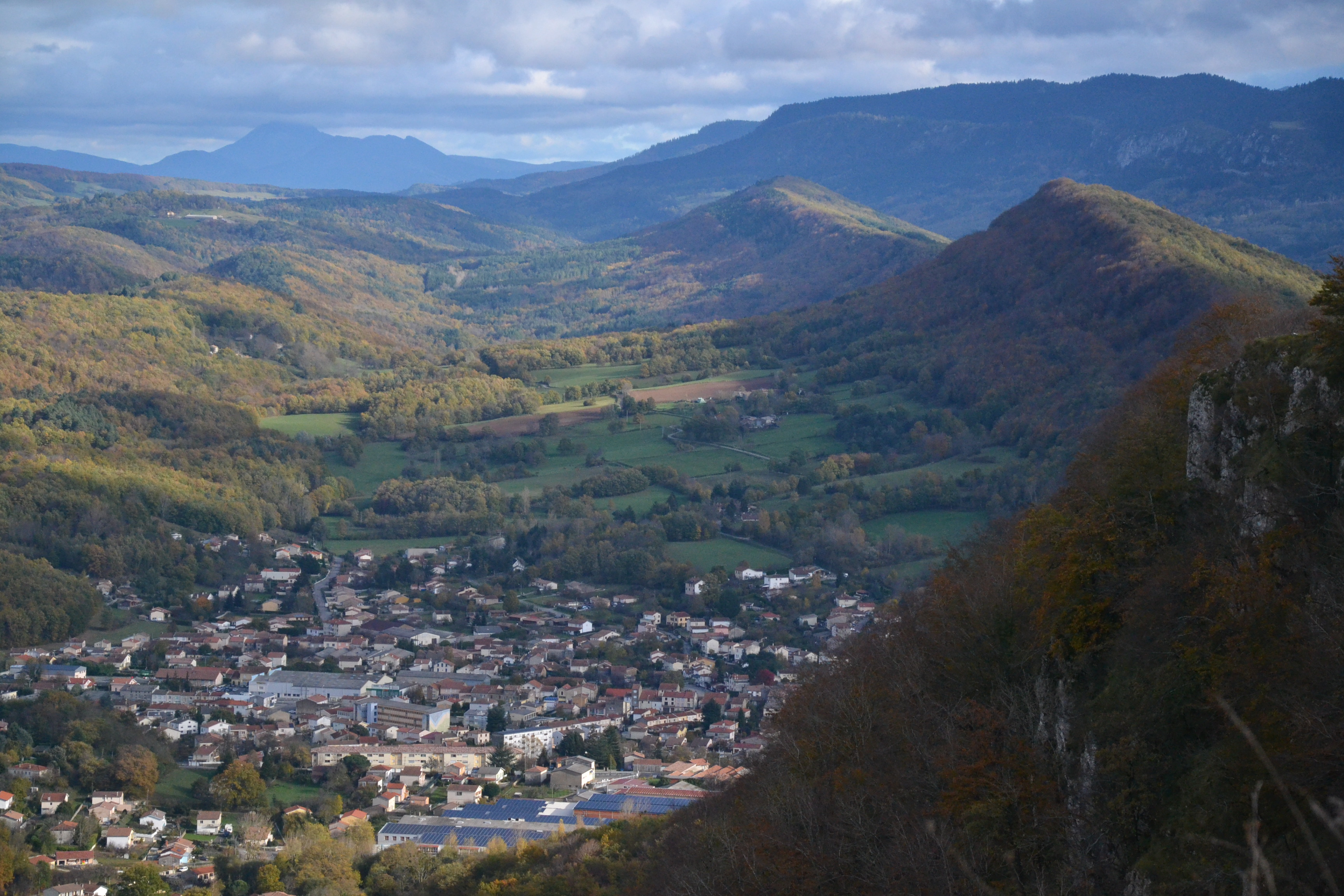
Les plis du Plantaurel : l'anticlinal évidé près de Lavelanet.

### Hydrographie
Les principaux cours d'eau naissant dans les Pyrénées et traversant le massif du Plantaurel sont l'Ariège, le Douctouyre, l'Arize, le Touyre et l'Hers.
Les cours d'eau issus du massif du Plantaurel sont le Crieu, et la Lèze.

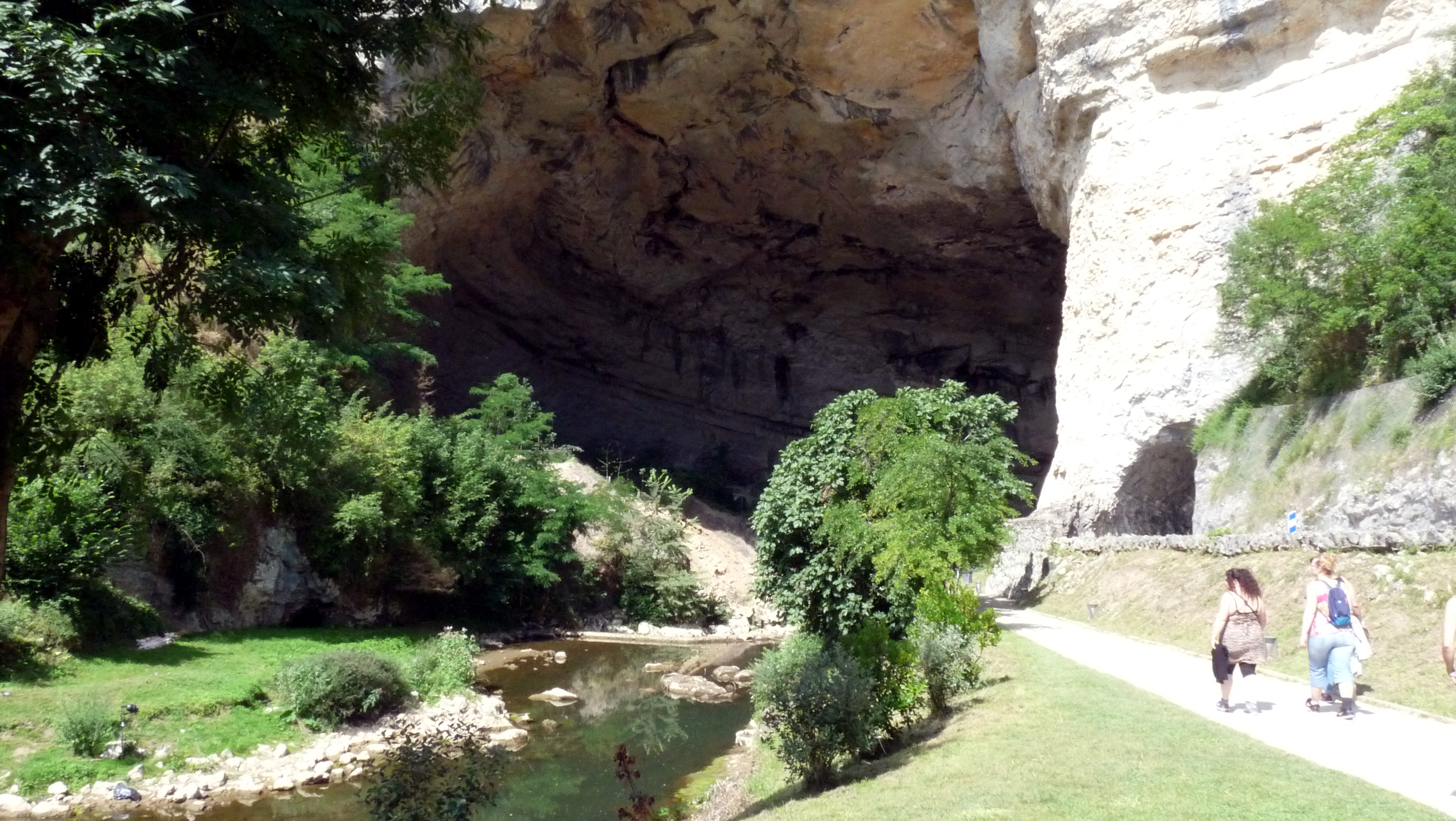
Grotte du Mas-d'Azil, creusée par l'Arize.
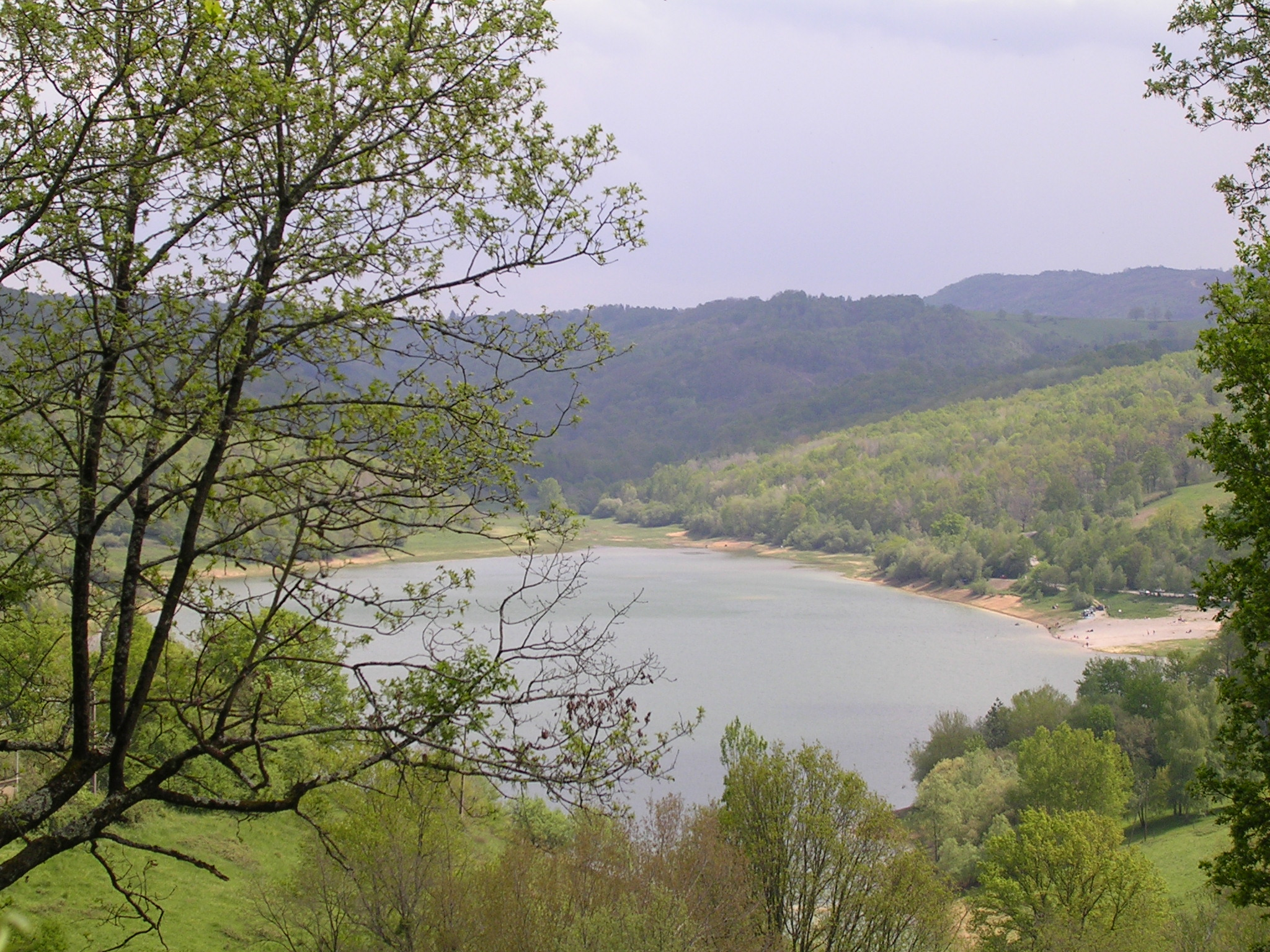
Le lac de Mondély, au pied du Plantaurel.
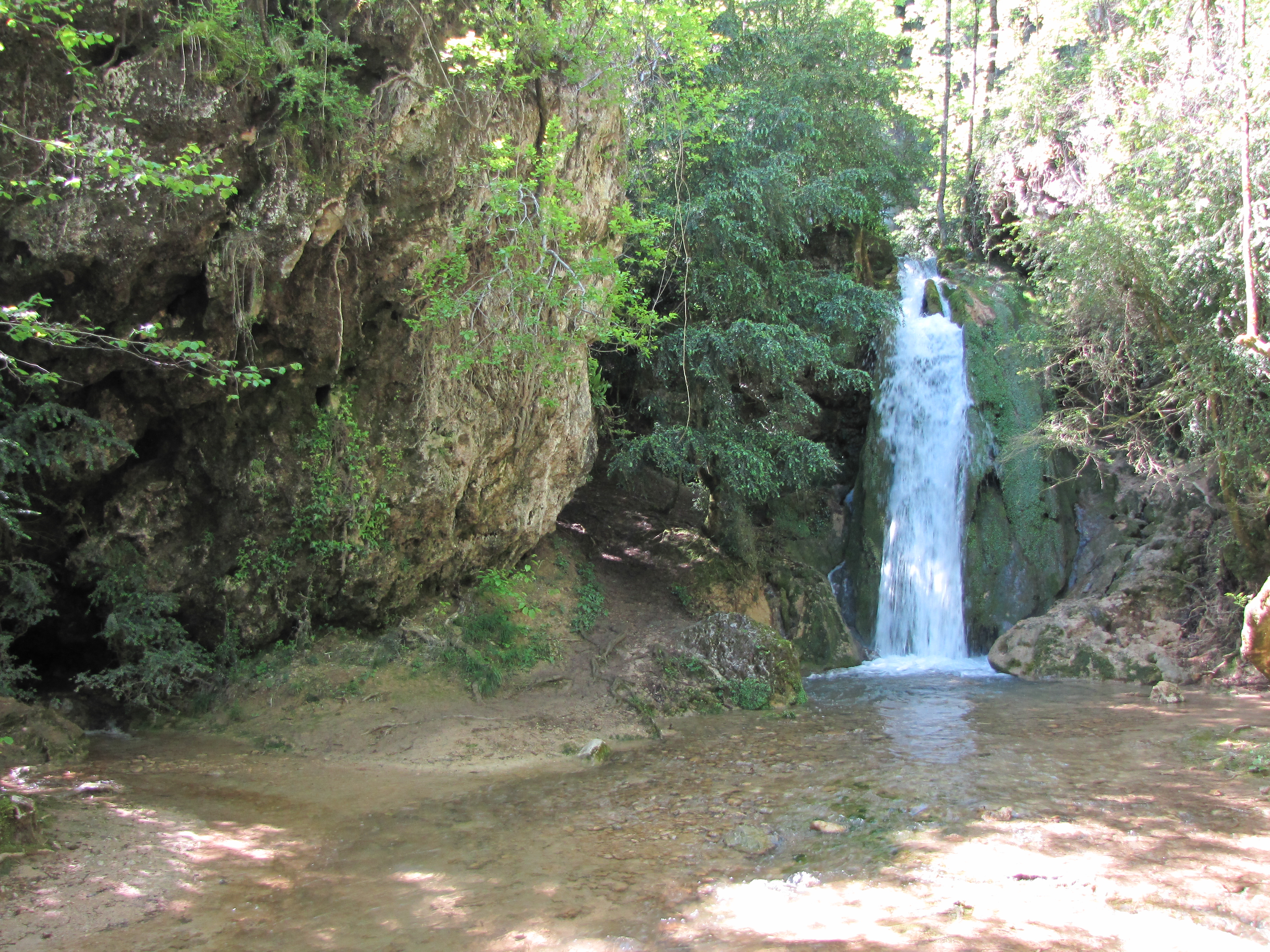
Cascades de la Turasse, Roquefort-les-Cascades.

### Géologie
Le massif du Plantaurel est une région calcaire plissée, où alternent vallons et lignes de crête. Il sépare d'est en ouest les bassins versants de l'Arize (au sud ouest) et de l'Hers-Vif (à l'est). Il est coupé par la vallée de l'Ariège en son centre. La longue chaîne calcaire du massif, formée de deux ou trois plis parallèles coupés par des cluses, constitue sur le versant français l'équivalent atténué des sierras du versant espagnol.

### Climat
Selon l'exposition et le lieu, le massif du Plantaurel est soumis à différentes conditions bioclimatiques, climat subcontinental à tendance méditerranéenne, mais aussi subocéanique ou montagnard.

### Faune

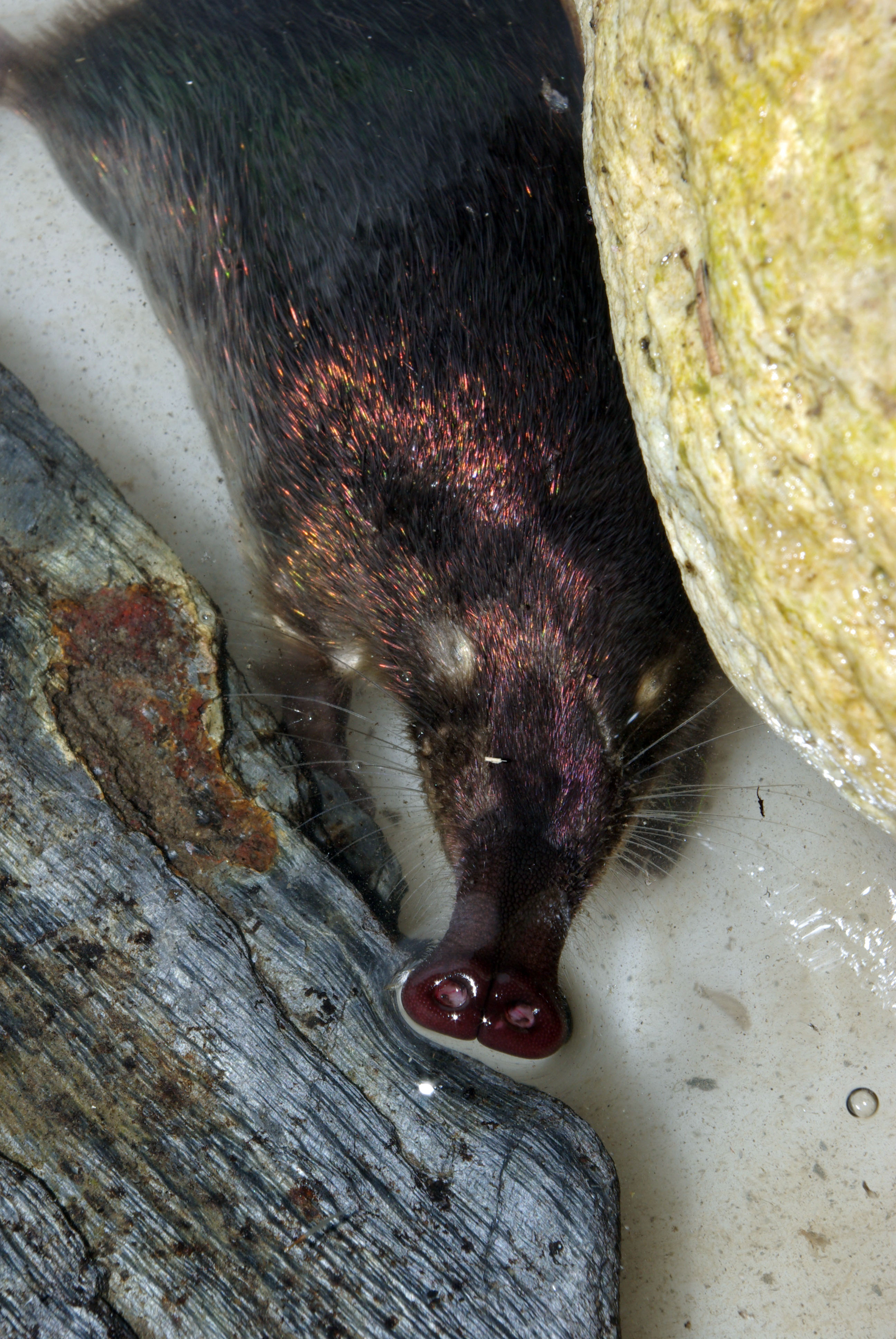
Desman des Pyrénées.

Le paysage du massif du Plantaurel est très riche, du fait de son étendue et de son orientation géographique. Selon le positionnement sur le massif, on retrouve des milieux extrêmement rocheux et abrupts de types falaise ; la commune de Dreuilhe mais aussi Roquefort-les-Cascades en sont de beaux exemples.
Des espèces protégées, menacées et rares sont présentes en nombre sur le massif. On peut y apercevoir des percnoptères, des faucons pèlerins, des hiboux grands-ducs, des martinets à ventre blanc. Quinze espèces de chauves-souris y ont été recensées.
Dans la partie centrale du massif, là où les cours d'eau sont plus intenses, on retrouve des desmans des Pyrénées, des loutres d'Europe et des chabots communs. Les ruisseaux hébergent aussi des écrevisses à pattes blanches.

### Flore
Sur les paysages de plaine et de forêt, comme sur la commune de Bélesta, on peut apercevoir Aethionema saxatile, plante protégée régionalement, Campanula speciosa, des œillets du Roussillon et des orchis odorants, autre espèce protégée nationalement. Différentes espèces de conifères sont présentes sur tout le massif du Plantaurel.
Le pastoralisme est encore très présent sur la zone malgré une baisse considérable des exploitations agricoles.

### Liste des communes
Note : sauf mention contraire, les communes citées appartiennent au département de l'Ariège.
- Communes à l'ouest de la rivière Ariège, d'ouest en est :

Mérigon, Montardit, Mauvezin-de-Sainte-Croix, Montbrun-Bocage (Haute-Garonne), Montfa, Camarade, Daumazan-sur-Arize, Campagne-sur-Arize, Le Mas-d'Azil, Les Bordes-sur-Arize, Sabarat, Gabre, La Bastide-de-Sérou, Pailhès, Aigues-Juntes, Montels, Cadarcet, Montégut-Plantaurel, Cazaux, Baulou, Loubens, Saint-Martin-de-Caralp, Cos, Loubières, Vernajoul, Crampagna, Foix.
- Communes à l'est de la rivière Ariège, d'ouest en est :

Foix, Saint-Jean-de-Verges, Ferrières-sur-Ariège, Montgailhard, Arabaux, Pradières, Gudas, L'Herm, Soula, Ventenac, Leychert, Roquefixade, Roquefort-les-Cascades, Carla-de-Roquefort, Ilhat, Lieurac, Le Sautel, Raissac, Péreille, Lavelanet, Dreuilhe, Laroque-d'Olmes, Saint-Jean-d'Aigues-Vives, L'Aiguillon, Lesparrou, La Bastide-sur-l'Hers, Le Peyrat, Bélesta, Sainte-Colombe-sur-l'Hers (Aude), Rivel (Aude), Puivert (Aude).

## Histoire
Dans le numéro des Mémoires de la Société d'ethnographie, paru en 1880, le massif du Plantaurel est cité comme une chaîne « jadis couverte de chênes magnifiques, dont l'incurie des anciennes administrations amena la dévastation ». On peut donc supposer que durant le XIXe siècle une vaste campagne de déforestation a eu lieu sur le massif, pour faire place aux pâturages.
Dans le Bulletin de la Société d'études scientifiques de l'Aude, paru en 1934, apparaît l'hypothèse de la présence de pétrole sur le massif du Plantaurel. Des forages ont été réalisés sur le massif et plus précisément sur la commune de Lavelanet. En 2007, un forage de recherche de gaz de schiste a été réalisé en vain à Mérigon.
Sur la commune de Péreille situé sur le massif, les gorges ont fait l'objet d'exploitation intense de la bauxite jusqu'en 1914. La mine n'est plus exploitée depuis 1969.

## Activités

### Protection environnementale
Depuis 2009, la partie occidentale du massif du Plantaurel fait partie du parc naturel régional des Pyrénées ariégeoises. C'est le quatrième parc naturel régional de la région Occitanie, en Ariège.
Il couvre les communes de Aigues-Juntes, Allières, La Bastide-de-Sérou, Les Bordes-sur-Arize, Baulou, Cadarcet, Camarade, Campagne-sur-Arize, Castelnau-Durban, Cazaux, Clermont, Cos, Durban-sur-Arize, Loubens, Le Mas-d'Azil, Montégut-Plantaurel, Montels, Montfa, Montseron, Pailhès, Sabarat, Saint-Martin-de-Caralp, Suzan, Vernajoul, Loubières, Montoulieu.

### Randonnées

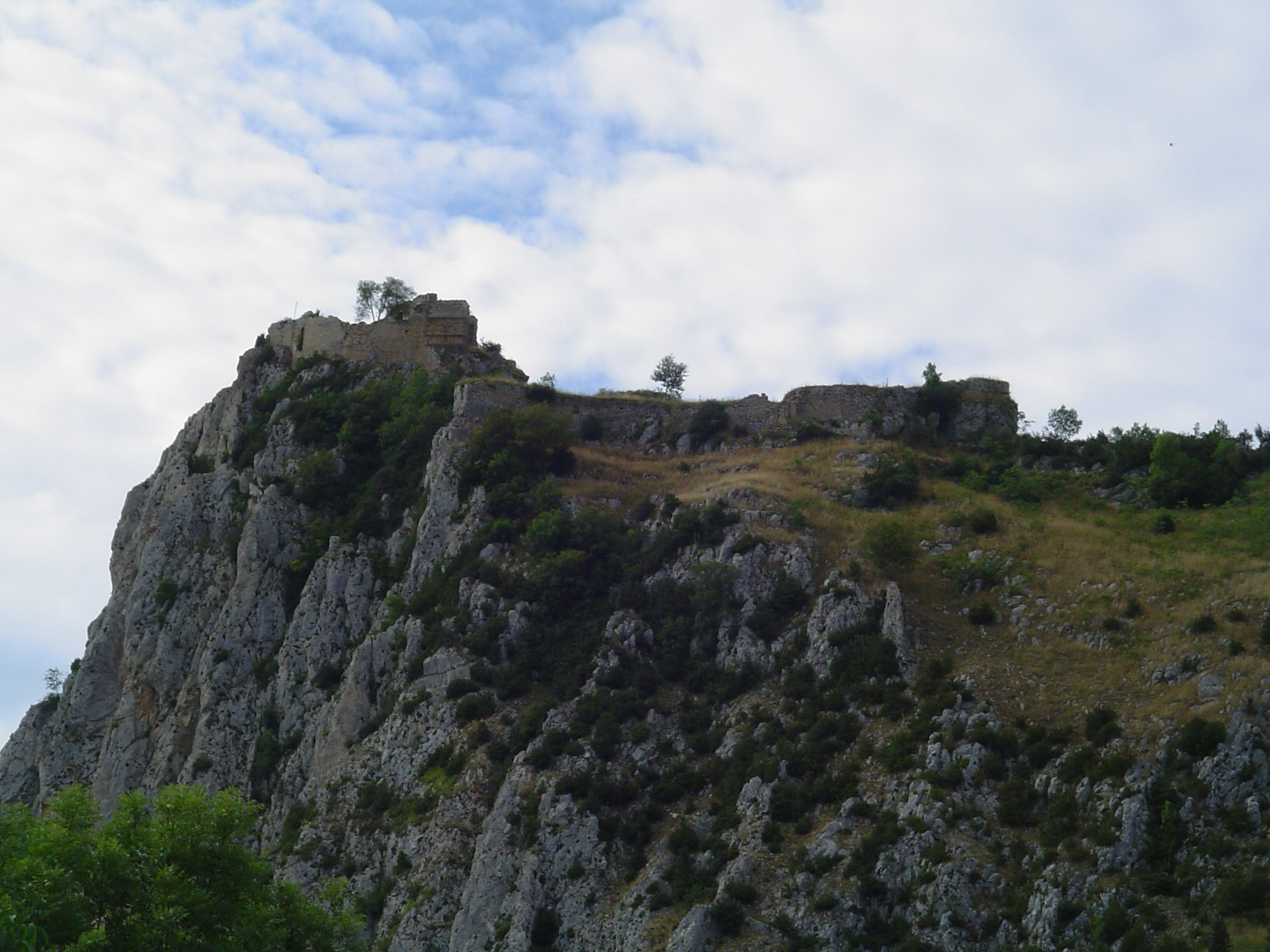
Château de Roquefixade vu depuis le massif.

Au vu de l'étendue du massif du Plantaurel, les randonnées sont nombreuses, avec des niveaux de difficulté variant de facile à très difficile. L'escalade y est aussi pratiquée, surtout du côté est.
Parmi les randonnées côté est du massif : 
- randonnée de l'oratoire de Sainte-Ruffine (massif de Tabe, 620 m d'altitude) : au départ de Lavelanet ; elle commence par une forte montée jusqu'au petit piton rocheux avec en son extrémité un calvaire et une croix datant de 1924 ; la boucle parcourt une partie de la crête du massif du Cap de la Coume et du Coulassou (environ 3 h de marche) ;
- randonnée des gorges de Péreille : au départ de Lavelanet, en suivant la direction de Foix sur la D117, et du moulin de Pichobaco. Le départ peut se faire au centre équestre, où il suffit de continuer sur 100 mètres pour arriver aux gorges. Le sentier débute sur une montée direction Péreille-d'en-Haut (environ 3 h 30 de marche) ;
- randonnée du château de Teyrac à Roquefort-les-Cascades : au village, suivre les indications du château. Le sentier passe devant une église, longe le cimetière puis commence une montée. La vue plongeante sur le village et les falaises escarpées du massif depuis la crête fait partie des atouts du lieu (visibilité des deux côtés du massif). Ce sentier permet aussi de voir les vestiges encore présents du château ;
- randonnée du château de Roquefixade : le départ au village de Roquefixade emprunte un parcours balisé. Il est possible de monter sur la crête du massif du Plantaurel pour une vue s'étendant sur les deux faces en direction de Montségur, de la chaîne des Pyrénées et de Foix et de Pamiers (environ 3 h de marche).

Une randonnée côté ouest du massif : 
- randonnée du cap del Pouech : au centre-ville du village Le Mas-d'Azil, suivre la direction de Sabarat, puis direction D 419. Passer le pont de l'Arize puis la route montant sur la gauche. Petite randonnée sans difficulté qui mène à proximité du dolmen du Cap del Pouech.

## Légendes
Le massif du Plantaurel, du fait de son étendue et de la diversité de ses paysages, a inspiré l'imagination populaire et les légendes.
L'une d'entre elles évoque la guillotine de Lacanal. « Non loin de Lacanal, sur un col de la chaîne du Plantaurel et près d'une source se trouve un rocher calcaire qui s'est détaché de la crête voisine et qu'on a calé avec de grosses pierres. Ce rocher, haut de deux mètres, est de forme irrégulière ; on y observe deux sortes de marques qui ont attiré l'attention populaire […] Cette pierre ne porte aucun nom. D'après la légende, elle servait de guillotine du temps des Juifs. Le terme guillotine évoque des sacrifices humains ; peut-être cette tradition a-t-elle un rapport avec les deux trous ronds dans lesquels l'imagination populaire a pu voir l'empreinte laissée par les yeux des victimes humaines immolés sur cette pierre ».
Une autre de ces légendes se rapporte aux rochers appelés « Le Couvent d'Aigues-Juntes » : « À l'est du village on voit un amoncellement de rochers qui se sont détachés de la crête du Plantaurel. Cet endroit est appelé Le Couvent . L'on explique ce nom par la légende suivante. Il y avait là un couvent, mais les moines qui l'habitaient s'étant mis à mener une vie peu édifiante, Dieu, pour les punir, fit ébouler les rochers et le couvent fut détruit. » Une autre version de cette même légende donne le couvent habité par des religieuses qui moururent dans l'éboulement, sauf une qui travaillait dans le jardin même du couvent, endroit appelé « Pla de la mounjos » (terrain plat des religieuses). Sous ce tas d'éboulis la légende y mentionne un sarcophage.
On raconte aussi qu'avant l'installation des religieux sur le massif de Plantaurel, celui-ci était occupé par les Encantados, nom donné aux fées habitant les nombreuses grottes du lieu. Leur palais se trouvait dans une grotte du massif près de Bélesta, au lieu-dit « Rieufourcant ». Cette légende assez riche donne naissance à un pont imaginaire filé par les fées et reliant la cime du Roc de l'Homme Mort (lieu de résidence des fées), au sommet du Plantaurel.

Grotte du Mas-d'Azil
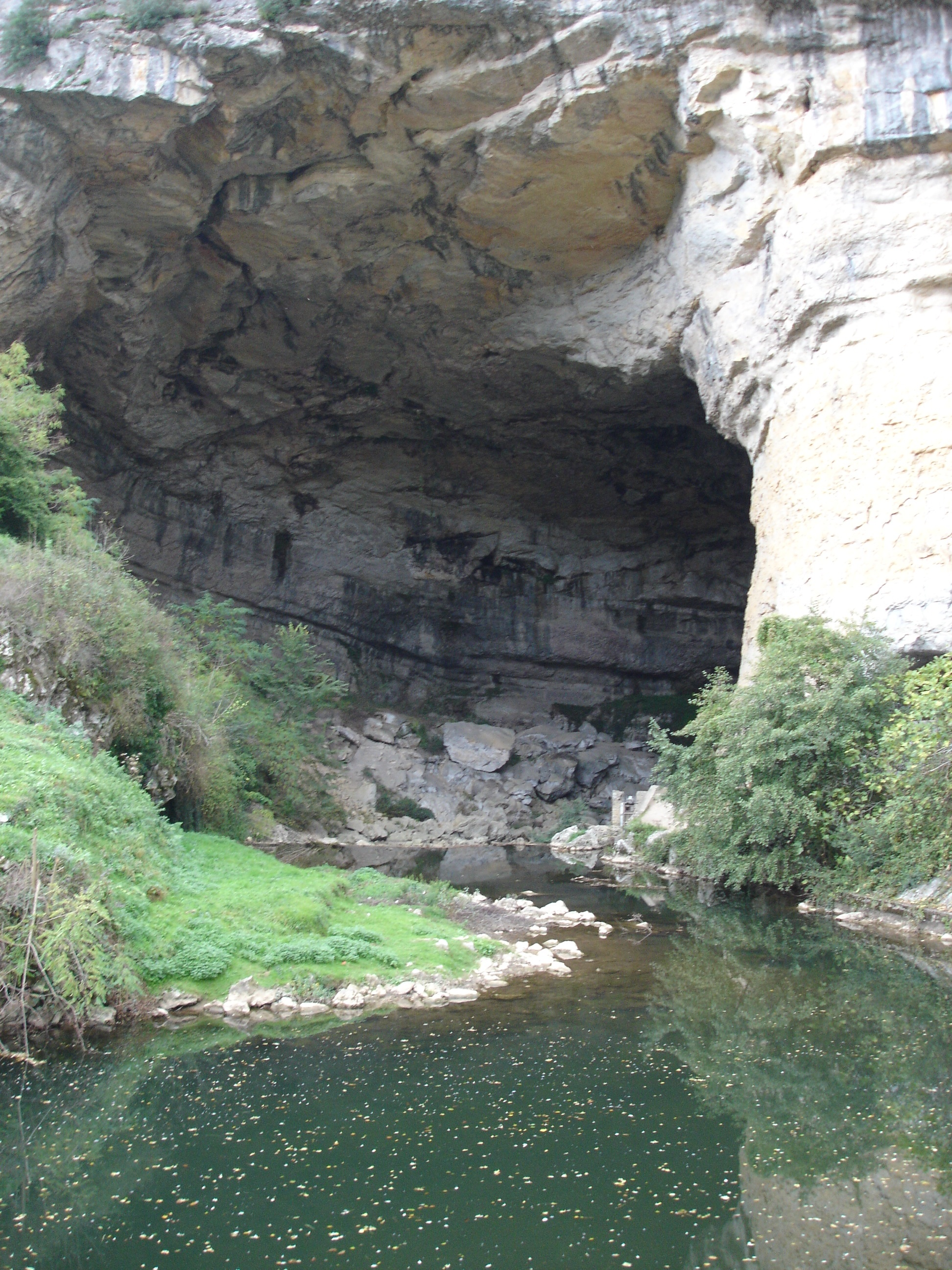
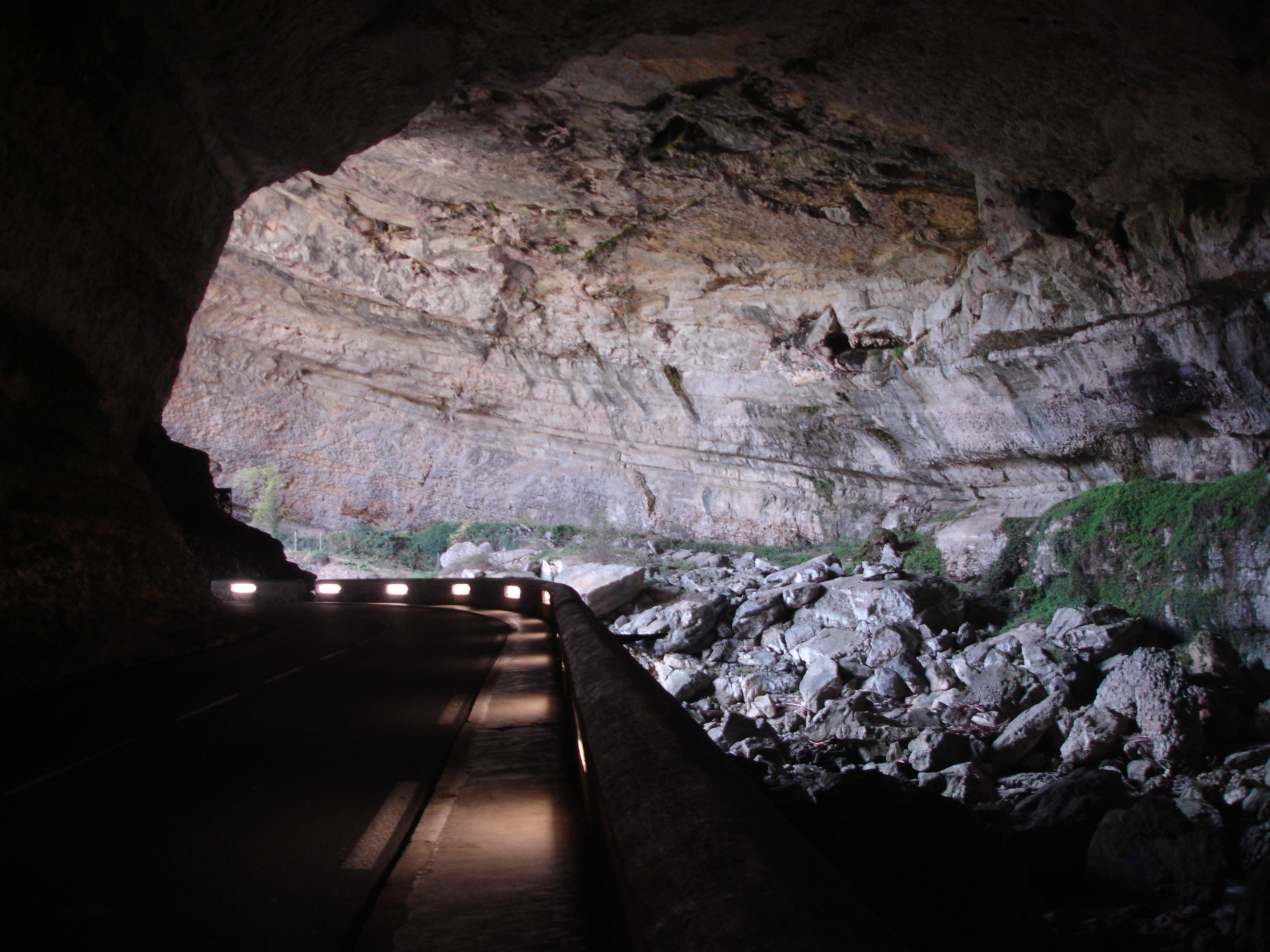